# Liga Salteña de Fútbol
La Liga Salteña de Fútbol es una liga de fútbol , en la cual participan los clubes pertenecientes a la ciudad de Salta.
A nivel nacional, el campeonato se ubica en la  quinta categoría para los clubes indirectamente afiliados a la AFA, es decir, por debajo del actual Torneo Regional Federal Amateur.
Gimnasia y Tiro, Juventud Antoniana y Central Norte son sus clubes más destacados.
La liga también cuenta con un torneo femenino disputado desde 2008.

## Historia
Todo arrancó el 10 de abril de 1921, en la redacción del diario Provincia. Allí se reunieron varios dirigentes salteños, con la intención de formalizar una "Liga de Fútbol oficial", que amparase a los numerosos clubes que comenzaban a disputar este deporte. Tras un prolongado intercambio de ideas, se resolvió convocar a una asamblea, a los delegados de los clubes interesados en ingresar en la proyectada entidad, el 16 de abril.
Es así que Gimnasia y Tiro, Juventud Antoniana y Central Norte, entre otros, aprueban el estatuto y reglamento elaborado por Vicente Solá, Juan Antonio Ligoule, y Percy Sly.
A pesar del óptimo arranque, la organización de los campeonatos no fue una tarea fácil para la incipiente liga. El primer torneo oficial se inició el 3 de junio de ese año, pero se tuvieron que anular los partidos de la primera fecha porque Gimnasia y Tiro, retiró su afiliación; además de que otros clubes no presentaron las listas de buena fe.
Los campeones de la temporada 1921 fueron Correos y Telecomunicaciones, en Primera División, y Federación Argentina en Segunda y Tercera. En la primera asamblea ordinaria, que tuvo lugar el 24 de enero de 1922, resultó elegido presidente Ernesto Becker, quien se mantuvo en el cargo por ocho períodos.
Conforme se desarrollaban los torneos, se observó la fuerte supremacía de Central Norte, Juventud Antoniana y Gimnasia y Tiro, a priori  los "grandes del fútbol salteño". 
El primer representante liguista en una competición nacional fue el Club Argentinos del Norte, al disputar la Copa de La República de 1943.
En 1962, el combinado liguista es subcampeón de la Copa Presidente de La Nación, perdiendo la final ante la Liga Cordobesa y obteniendo por única vez un título oficial de AFA, la Copa Intendente Municipal de Buenos Aires a modo de consuelo.
En 1967, se crea el Campeonato Nacional, con la intención de integrar a los clubes del interior en la máxima categoría. Para ello, los clubes debían ganar su lugar en Campeonato Regional. Para el Campeonato Nacional de 1970, se inició el sistema de plazas fijas, que permitía a aquellas regiones de mayor predicamento incluir directamente a uno o más equipos al torneo. Generalmente, los campeones de liga clasificaban directamente, y los equipos mejores ubicados disputaban el mencionado Torneo Regional.
De esta manera, Juventud Antoniana participó del Torneo Nacional 1971, como campeón del Torneo Regional (primer equipo en participar del Nacional). Central Norte jugó 7 torneos nacionales y Juventud Antoniana disputó 6  torneos nacionales, mientras que Gimnasia y Tiro fue el representante en 1979 y 1981 (dos veces) y el único que ascendió a la nueva primera división (1993 y 1997) luego de la reestructuración del futbol argentino llevada a cabo desde 1986 y es, además, el equipo salteño que más partidos disputó en la máxima categoría en toda la historia.
La Liga llegó a constituir una divisional con tres categorías, y más de treinta equipos inscriptos; sin embargo la desaparición del Campeonato Nacional en 1985, la hizo decrecer en importancia.

## Clubes
| Colores | Club                                                            | Año de fundación(Edad) | Títulos de Liga Salteña |
| ------- | --------------------------------------------------------------- | ---------------------- | ----------------------- |
|         | Club Social y Deportivo Atlas                                   | 2000 (24 años)         | 1                       |
|         | Club Camioneros Argentinos del Norte                            | 2013 (11 años)         | 3                       |
|         | Club Social, Cultural y Deportivo República de Campo Castañares | 2023 (2 años)          | 1                       |
|         | Ceferino Fútbol Club                                            | 2023 (2 años)          | 1                       |
|         | Club Atlético Central Norte                                     | 1921 (104 años)        | 36                      |
|         | Club de Gimnasia y Tiro                                         | 1902 (122 años)        | 19                      |
|         | Centro Juventud Antoniana                                       | 1916 (109 años)        | 21                      |
|         | Club Atlético Libertad                                          | 1901 (124 años)        | 2                       |
|         | Club Los Cachorros                                              | 1983 (42 años)         | 1                       |
|         | Club Atlético Mitre                                             | 1925 (99 años)         | 4                       |
|         | Club Atlético Pellegini                                         | 1930 (94 años)         | 2                       |
|         | Club Atlético Peñarol                                           | 1939 (85 años)         | 2                       |
|         | Club Social y Deportivo General Don José de San Martin          | 1980 (45 años)         | 2                       |
|         | Club Social y Deportivo Unión Correos Castellanos               | 1979 (45 años)         | 4                       |
|         | Club Deportivo Villa San Antonio                                | 1950 (75 años)         | 4                       |

| - Club Mutual Centro Policial Sargento Suarez - Club Atlético Almirante Brown - Club American Oeste - Club Atlético Salta - Club Atlético Argentinos del Norte - Club Atlético Barracas Central - Club Atlético Belgrano - Club Boulogne Sur Mer - Club Atlético Calchaquí - Club Atlético Cerámica del Norte - Club Sportivo Comercio - Club Atlético Cristóbal Colon - Club Atlético Defensores de Zelarayán - Club Deportivo Español - Club Atlético Federación Argentina - Club Sportivo Furloti - Club Atlético General Güemes - Club Deportivo Huracán - Club Atlético Irigoyen - Club Atlético Joaquín Castellanos - Club Correos y Telecomunicaciones - Club Deportivo Junín - Club Deportivo Municipal - Club Sportivo Rivadavia - Club Atlético Sanidad - Club Atlético San Isidro - Club Atlético Vélez Sarsfield - Club Deportivo Instituto Anzoátegui - Club Deportivo Instituto Velarde - Los Canillitas - Old Tanks | - Alianza Almirante Brown-San Isidro - Alianza Irigoyen-Vélez Sarsfield |

## Participaciones en torneos de la AFA - Consejo Federal
Se enumeran los equipos de la LSF que compiten actualmente o compitieron en torneos organizados por la Asociación del Fútbol Argentino.
Actualizado hasta la temporada 2024. Incluye datos de: Primera División, B Nacional, Argentino A, Federal A, Argentino B, Federal B, Argentino C, Federal C, y Regional Amateur.

| Denominación                    | Torneo actual    | Mayor categoría alcanzada | Temporadas                                                                                               |
| ------------------------------- | ---------------- | ------------------------- | --- |
| Central Norte                   | Segunda División | Primera División          | 7 Temporadas: 1974, 1976, 1977, 1980, 1982, 1984 y 1985.                                                 |
| Juventud Antoniana              | Tercera División | Primera División          | 6 Temporadas: 1971, 1973, 1975, 1978, 1983 y 1985.                                                       |
| Gimnasia y Tiro                 | Segunda División | Primera División          | 4 Temporadas: 1979, 1981, 1993-94 y 1997-98.                                                             |
| Camioneros Argentinos del Norte |                  | Cuarta División           | TOTAL: 11 Temporadas *Argentino B:3 Temporadas *Federal B: 5 Temporadas *Regional Amateur: 3 Temporadas. |
| Mitre                           | Cuarta División  | Cuarta División           | TOTAL: 10 Temporadas *Argentino B:1 Temporada *Federal B: 6 Temporadas *Regional Amateur: 3 Temporadas.  |
| Villa San Antonio               | Cuarta División  | Cuarta División           | TOTAL: 7 Temporadas *Regional Amateur: 7 Temporadas.                                                     |
| Pellegrini                      |                  | Cuarta División           | TOTAL: 5 Temporadas *Federal B: 4 Temporadas *Regional Amateur: 1 Temporada.                             |
| San Martín                      |                  | Cuarta División           | TOTAL: 3 Temporadas *Argentino B: 2 Temporadas *Regional Amateur: 1 Temporada.                           |
| Cachorros                       |                  | Cuarta División           | TOTAL: 3 Temporadas *Federal B: 1 Temporada *Regional Amateur: 2 Temporadas.                             |
| Peñarol                         |                  | Cuarta División           | TOTAL: 2 Temporadas *Regional Amateur: 2 Temporadas.                                                     |
| Atlas                           |                  | Quinta División           | TOTAL: 4 Temporadas *Argentino C: 4 Temporadas.                                                          |
| Unión                           |                  | Quinta División           | TOTAL: 3 Temporadas *Argentino C: 2 Temporadas *Federal C: 1 Temporada.                                  |
| Libertad                        |                  | Quinta División           | TOTAL: 2 Temporadas *Argentino C: 2 Temporadas.                                                          |

## Torneos de AFA - Consejo Federal ganados por clubes salteños
| Equipo                          | Torneo                          | Observaciones |
| ------------------------------- | ------------------------------- | --- |
| Juventud Antoniana              | Torneo Regional 1971            | Triangular - Primero (Vs Gimnasia de Jujuy y Sarmiento de Catamarca)                                                                       |
| Juventud Antoniana              | Torneo Regional 1973            | Eliminatorias (Final 2-2 (g.v.) ante Gimnasia de Jujuy)                                                                                    |
| Central Norte                   | Torneo Regional 1974            | Eliminatorias (Final 3-2 ante Atlético Riojano)                                                                                            |
| Central Norte                   | Torneo Regional 1985            | Fase de grupos + FINAL (Final 4-1 ante San Martín de Valle Viejo)                                                                          |
| Gimnasia y Tiro                 | Zonal Noroeste 1991-92          | 3 Fases de Grupos + Eliminatorias (Final 6-4 ante Gimnasia de Jujuy)                                                                       |
| Juventud Antoniana              | Torneo Argentino A 1995-96      | 3 Fases de Grupos + FINAL (Final 1-0 ante Cipolletti)                                                                                      |
| Juventud Antoniana              | Torneo Argentino A 1997-98      | 2 Fases de Grupos (Grupo final ante: Huracán de San Rafael, Juventud Alianza, Central Cordoba (SdE), y Ñuñorco)                            |
| Central Norte                   | Torneo Argentino B 2005-06      | Torneos Apertura-Clausura + Eliminatorias (Final 0-0 (5-3) ante Alumni de Villa Maria)                                                     |
| Central Norte                   | Torneo Argentino B 2009-10      | Torneos Apertura-Clausura + Fase de grupos (Pentagonal Final ante: Unión de Villa Krause, General Paz Juniors, Gimnasia y Tiro, y Guarani) |
| Gimnasia y Tiro                 | Torneo Argentino B 2010-11      | 2 Fases de Grupos + Eliminatorias (Final 4-0 ante Defensores de Belgrano de Villa Ramallo)                                                 |
| Camioneros Argentinos del Norte | Torneo del Interior 2013        | Fase de grupos + Eliminatorias (Final 3-3 (4-3) ante Unión Güemes)                                                                         |
| Pellegrini                      | Torneo del Interior 2014        | Fase de grupos + Eliminatorias (Final 6-2 ante Coronel Cornejo)                                                                            |
| Cachorros                       | Torneo Federal C 2017           | Fase de grupos + Eliminatorias (Final 2-0 ante San Francisco Bancario)                                                                     |
| Villa San Antonio               | Torneo Federal C 2018           | Fase de grupos + Eliminatorias (Final 3-2 ante Deportivo Marapa)                                                                           |
| Central Norte                   | Torneo Regional Amateur 2019    | Fase de grupos + Eliminatorias (Final 2-0 ante Guarani Antonio Franco)                                                                     |
| Gimnasia y Tiro                 | Torneo Regional Amateur 2020-21 | Fase de grupos + Eliminatorias (Final 2-0 ante Deportivo Fontana)                                                                          |
| Juventud Antoniana              | Torneo Regional Amateur 2021-22 | Fase de grupos + Eliminatorias (Final 1-0 ante Guarani Antonio Franco)                                                                     |
| Gimnasia y Tiro                 | Torneo Federal A 2023           | Fase de grupos + Eliminatorias (Final 1-1 (3-1)ante Douglas Haig)                                                                          |
| Central Norte                   | Torneo Federal A 2024           | Fase de grupos + Eliminatorias (Final 0-0 (4-3) ante Sarmiento)                                                                            |

## Futbolistas destacados
En sus más de 100 años de historia, varios futbolistas destacados en el exterior, surgieron desde o jugaron en la Liga Salteña de Fútbol; disputando de manera oficial el "Torneo Anual". Algunos de ellos son:
| NAC                  |                   | POS            | Equipo                | Periodo   | Detalles |
| -------------------- | ----------------- | -------------- | --------------------- | --------- | --- |
| Bandera de Argentina | Alberto Chividini | Defensa        | C.A. Libertad         | 1923      | El chivo integró el Seleccionado Argentino entre 1928 y 1930, siendo campeón de la Copa América 1929, y subcampeón del mundo en Uruguay 1930. Surgió en Libertad, debutando en la temporada 1923 con tan solo 15 años. En 1942 volvió a la entidad libertaria, esta vez, para ejercer como director técnico. |
| Bandera de Argentina | Pablo Cárdenas    | Defensa        | C. Juventud Antoniana | 1967-1975 | Surgido desde Rosario de La Frontera; es figura en Juventud, Racing Club, y Unión de Santa Fe; club con el llega a disputar la final del Nacional '79. |
| Bandera de Italia    | José Cafaro       | Guardameta     | C.A. Central Norte    | 1968      | Nacido en Italia, pero criado en Argentina. Llegó a Central en 1968 procedente desde Atlanta, y se destacó como atajador de penales. Continuo en Italia, jugando para clubes como Brescia Calcio o el poderoso AC Milan.                                                                                     |
| Bandera de Argentina | Waldino Palacios  | Defensa        | C.A. Central Norte    | 1974-1976 | Zaguero central, de buena técnica y hábil regate. Surgido en Central, desarrollo su carrera en el futbol boliviano; siendo ídolo en Bolívar primero, y luego en su archirrival The Strongest. |
| Bandera de Argentina | Pedro Confesor    | Defensa        | C.A. Central Norte    | 1975-1982 | Surgido en Chacarita Juniors, fue cuatro veces campeón de Liga Salteña con Central Norte. También participó en los antiguos Torneos Regionales y Nacionales de Primera División. |
| Bandera de Argentina | Luis Galván       | Defensa        | C.A. Central Norte    | 1984-1985 | Campeón del Mundo con la Selección Argentina en 1978, también disputa el mundial de España '82. Llega a Central en 1984, en el ocaso de su carrera. |
| Bandera de Argentina | Leopoldo Luque    | Delantero      | C.A. Central Norte    | 1969-1971 | Campeón del Mundo con la Selección Argentina en 1978. Debutó oficialmente en la Liga jugando para el cuervo, y con tan solo 20 años, integra el Seleccionado de Liga Salteña que se enfrentó a Boca Juniors en un encuentro amistoso.                                                                        |
| Bandera de Argentina | Cristian Zurita   | Centrocampista | C. de Gimnasia y Tiro | 1996      | Campeón de Primera División, y de las Copas Sudamericana y Mercosur, con San Lorenzo de Almagro. Además, también jugó en Independiente, Colón, y Gaziantepspor de Turquía. Se retira jugando para Central Norte, club en el que también jugo su padre.                                                       |

## Clásicos
La principal rivalidad deportiva se centra entre Juventud y Central, siendo este el Clásico Salteño. Surge a principios de la década del '30. Ambos clubes se enfrentaron en los viejos Torneos Regionales, Torneos del Interior, y Argentino A. Cuenta con una final ganada por Central, en 1986, para ascender a la Primera B Nacional; y con un partido clave ganado por Juventud, en 2014, para evitar el descenso al Torneo Federal B.
Otra rivalidad antigua, es la que hay entre Gimnasia y Tiro y Juventud Antoniana. La misma incrementó en la década de 1990, y principios de los 2000, cuando ambos disputaban la Primera B Nacional. También tuvieron enfrentamientos en Federal A, y en Federal Amateur. Es el clásico con más partidos disputados a lo largo de la historia del fútbol salteño.
También se considera clásico, al enfrentamiento entre Gimnasia y Central Norte. En las décadas del '40 y '50, fueron fuertes contendientes en la disputa de la liga. Ambos se enfrentaron en los Torneos Argentino A , y Argentino B.
Por último, el "Clásico de las Villas" es disputado entre Mitre y Villa San Antonio, teniendo enfrentamientos oficiales para el Concejo Federal-AFA, ya que ambos clubes son animadores del Regional Amateur. Esta rivalidad surge al enfrentarse dos clubes de barrios populares, que pelean por ser el cuarto grande de la ciudad.
Antiguamente, el Club Libertad llego a tener un enfrentamiento clásico con el actualmente desaparecido Sportivo Comercio; pues ambas instituciones eran animadoras por torneos de liga.
En la década de los '90s y principios del '00s; también hubo rivalidad entre Mitre y San Martín; y entre Pellegrini y San Martín. 
Últimamente, se podría tildar de clásico al enfrentamiento entre Deportivo Castañares y República de Castañares, entidades representantes de la zona norte de la ciudad.

## Campeones
| Temporada     | Campeón                                |  |
| ------------- | -------------------------------------- |  |
| 1921          | Correos y Telecomunicaciones           |  |
| 1922          | Correos y Telecomunicaciones (2)       |  |
| 1923          | Central Norte                          |  |
| 1924          | Central Norte (2)                      |  |
| 1925          | Correos y Telecomunicaciones (3)       |  |
| 1926          | Central Norte (3)                      |  |
| 1927          | Central Norte (4)                      |  |
| 1928          | Juventud Antoniana                     |  |
| 1929          | Juventud Antoniana (2)                 |  |
| 1930          | Juventud Antoniana (3)                 |  |
| 1931          | Juventud Antoniana (4)                 |  |
| 1932          | Comercio                               |  |
| 1933          | Juventud Antoniana (5)                 |  |
| 1934          | Juventud Antoniana (6)                 |  |
| 1935          | Juventud Antoniana (7)                 |  |
| 1936          | Libertad                               |  |
| 1937          | Gimnasia y Tiro                        |  |
| 1938          | Juventud Antoniana (8)                 |  |
| 1939          | Gimnasia y Tiro (2)                    |  |
| 1940          | Central Norte (5)                      |  |
| 1941          | Libertad (2)                           |  |
| 1942          | Gimnasia y Tiro (3)                    |  |
| 1943          | Gimnasia y Tiro (4)                    |  |
| 1944          | Central Norte (6)                      |  |
| 1945          | Gimnasia y Tiro (5)                    |  |
| 1946          | Central Norte (7)                      |  |
| 1947          | Gimnasia y Tiro (6)                    |  |
| 1948          | Gimnasia y Tiro (7)                    |  |
| 1949          | Central Norte (8)                      |  |
| 1950          | Gimnasia y Tiro (8)                    |  |
| 1951          | Gimnasia y Tiro (9)                    |  |
| 1952          | Gimnasia y Tiro (10)                   |  |
| 1953          | Juventud Antoniana (9)                 |  |
| 1954          | Central Norte (9)                      |  |
| 1955          | Central Norte (10)                     |  |
| 1956          | Central Norte (11)                     |  |
| 1957          | Juventud Antoniana (10)                |  |
| 1958          | Gimnasia y Tiro (11)                   |  |
| 1959          | Correos y Telecomunicaciones (4)       |  |
| 1960          | Gimnasia y Tiro (12)                   |  |
| 1961          | Central Norte (12)                     |  |
| 1962          | Central Norte (13)                     |  |
| 1963          | Central Norte (14)                     |  |
| 1964          | Argentinos del Norte                   |  |
| 1965          | Central Norte (15)                     |  |
| 1966          | Central Norte (16)                     |  |
| 1967          | Juventud Antoniana (11)                |  |
| 1968          | Central Norte (17)                     |  |
| 1969          | Central Norte (18)                     |  |
| 1970          | Juventud Antoniana (12)                |  |
| 1971          | Central Norte (19)                     |  |
| 1972          | Juventud Antoniana (13)                |  |
| 1973          | Central Norte (20)                     |  |
| 1974          | Juventud Antoniana (14)                |  |
| 1975          | Juventud Antoniana (15)                |  |
| 1976          | Central Norte (21)                     |  |
| 1977          | Gimnasia y Tiro (13)                   |  |
| 1978          | Policial                               |  |
| 1979          | Central Norte (22)                     |  |
| 1980          | Gimnasia y Tiro (14)                   |  |
| 1981          | Central Norte (23)                     |  |
| 1982          | Central Norte (24)                     |  |
| 1983          | Central Norte (25)                     |  |
| 1984          | Gimnasia y Tiro (15)                   |  |
| 1985          | Central Norte (26)                     |  |
| 1986          | Central Norte (27)                     |  |
| 1987          | Juventud Antoniana (16)                |  |
| 1988          | Juventud Antoniana (17)                |  |
| 1989          | Gimnasia y Tiro (16)                   |  |
| 1990          | Gimnasia y Tiro (17)                   |  |
| 1991          | Juventud Antoniana (18)                |  |
| 1992          | Central Norte (28)                     |  |
| 1993          | Central Norte (29)                     |  |
| 1994          | Juventud Antoniana (19)                |  |
| 1995          | Juventud Antoniana (20)                |  |
| 1996          | Central Norte (30)                     |  |
| 1997          | Central Norte (31)                     |  |
| 1998          | Gimnasia y Tiro (18)                   |  |
| 1999          | Argentinos del Norte (2)               |  |
| 2000          | Central Norte (32)                     |  |
| 2001          | Central Norte (33)                     |  |
| 2002          | Central Norte (34)                     |  |
| 2003          | Central Norte (35)                     |  |
| 2004          | San Martín                             |  |
| 2005          | Sanidad                                |  |
| 2006          | Mitre                                  |  |
| 2007          | San Antonio                            |  |
| 2008          | Gimnasia y Tiro (19)                   |  |
| 2009          | San Antonio (2)                        |  |
| Clausura 2010 | Atlas                                  |  |
| Apertura 2010 | San Martín (2)                         |  |
| 2011          | Peñarol                                |  |
| 2012          | Pellegrini                             |  |
| 2013          | San Antonio (3)                        |  |
| 2014          | Mitre (2)                              |  |
| 2015          | Central Norte (36)                     |  |
| 2016          | Cachorros                              |  |
| 2017          | Pellegrini (2)                         |  |
| 2018          | Peñarol (2)                            |  |
| 2019          | San Antonio (4)                        |  |
| 2020          | No se jugó por la Pandemia de covid-19 |  |
| 2021          | Juventud Antoniana (21)                |  |
| 2022          | Camioneros Argentinos del Norte (3)    |  |
| 2023          | Mitre (3)                              |  |
| Apertura 2024 | Ceferino                               |  |
| Clausura 2024 | Castañares                             |  |
| Apertura 2025 | Mitre (4)                              |  |

Resumén:
Máximo Ganador
  Central Norte (36)
Primer Campeón
 Correos y Telecomunicaciones: 1921.
Primer Bi-Campeón
 Correos y Telecomunicaciones: 1921-1922.
Mas campeonatos seguidos
 Juventud Antoniana: 1928, 1929, 1930, y 1931.

  Central Norte: 2000, 2001, 2002, y 2003.
Primer club en llegar a los 10 campeonatos
 Gimnasia y Tiro: 1952.
Primer club en llegar a los 20 campeonatos
  Central Norte: 1973.
Primer club en llegar a los 30 campeonatos
  Central Norte: 1996.
Equipos que debutaron y fueron campeones
 Correos y Telecomunicaciones: 1921.

 Ceferino: Apertura 2024.

## Palmarés
| Club                            | Nombre oficial                                         | Títulos de Liga Salteña |
| ------------------------------- | ------------------------------------------------------ | ----------------------- |
| Central                         | Club Atlético Central Norte                            | 36                      |
| Juventud                        | Centro Juventud Antoniana                              | 21                      |
| Gimnasia                        | Club de Gimnasia y Tiro                                | 19                      |
| Unión                           | Club Unión Correos Castellanos                         | 4                       |
| Villa San Antonio               | Club Deportivo Villa San Antonio                       | 4                       |
| Mitre                           | Club Atlético Mitre                                    | 4                       |
| Camioneros Argentinos del Norte | Club Camioneros Argentinos del Norte                   | 3                       |
| Libertad                        | Club Atlético Libertad                                 | 2                       |
| San Martín                      | Club Social y Deportivo General Don José de San Martín | 2                       |
| Pellegrini                      | Club Atlético Pellegrini                               | 2                       |
| Peñarol                         | Club Atlético Peñarol                                  | 2                       |
| Atlas                           | Club Social y Deportivo Atlas                          | 1                       |
| Cachorros                       | Club Los Cachorros                                     | 1                       |
| Ceferino                        | Ceferino Futbol Club                                   | 1                       |
| Castañares                      | República de Castañares                                | 1                       |
| Comercio                        | Club Sportivo Comercio                                 | 1                       |
| Policial                        | Club Mutual Centro Policial Sargento Suarez            | 1                       |
| Sanidad                         | Club Atlético Sanidad                                  | 1                       |